# Liste der Baudenkmale in Potsdam/SPSG
Dieser Teil der Liste beinhaltet die Baudenkmale in Potsdam, die von der Stiftung Preußische Schlösser und Gärten Berlin-Brandenburg (SPSG) verwaltet werden. Der Stand der Liste ist der 31. Dezember 2020.

## Legende
In den Spalten befinden sich folgende Informationen:
- ID-Nr.: Die Nummer wird vom Brandenburgischen Landesamt für Denkmalpflege vergeben. Ein Link hinter der Nummer führt zum Eintrag über das Denkmal in der Denkmaldatenbank. In dieser Spalte kann sich zusätzlich das Wort Wikidata befinden, der entsprechende Link führt zu Angaben zu diesem Denkmal bei Wikidata.
- Lage: die Adresse des Denkmales und die geographischen Koordinaten. Link zu einem Kartenansichtstool, um Koordinaten zu setzen. In der Kartenansicht sind Denkmale ohne Koordinaten mit einem roten beziehungsweise orangen Marker dargestellt und können in der Karte gesetzt werden. Denkmale ohne Bild sind mit einem blauen bzw. roten Marker gekennzeichnet, Denkmale mit Bild mit einem grünen beziehungsweise orangen Marker.
- Bezeichnung: Bezeichnung in den offiziellen Listen des Brandenburgischen Landesamtes für Denkmalpflege. Ein Link hinter der Bezeichnung führt zum Wikipedia-Artikel über das Denkmal.
- Beschreibung: die Beschreibung des Denkmales
- Bild: ein Bild des Denkmales und gegebenenfalls einen Link zu weiteren Fotos des Baudenkmals im Medienarchiv Wikimedia Commons

## Baudenkmale
| ID-Nr.   | Lage                        | Bezeichnung | Beschreibung | Bild |
| -------- | --------------------------- | --- | --- | --- |
| 09156102 | (Lage)                      | Schloss- und Parkanlage „Park Sanssouci“ mit allen baulichen, gärtnerischen und technischen Anlagen, Einfriedungen und Toranlagen, Werken der bildenden Kunst und der Gartenausstattung, den befestigten und unbefestigten Straßen und Wegen; außerdem Wasserläufen und Teichen mit ihren historischen Uferlinien, den dazugehörigen Brücken und Übergängen, darin: | Der südlich der Maulbeerallee liegende Park entstand ab 1744 auf Order Friedrichs II. mit dem Bau der Weinbergterrassen und des Schlosses Sanssouci. Dem folgten unterhalb der Terrassen die Anlage des Parterres sowie im Westen und Osten (mit Holländischem Garten) die ehemals als Zier- und Nutzgarten gestalteten Bereiche. Der südöstlich an diesen friderizianischen Lustgarten grenzende Marlygarten war seit 1715 vorhanden und diente bis zu Beginn der Umgestaltung 1846 als Küchengarten. Unter Einbeziehung des waldartigen Rehgartens wurde der Lustgarten ab 1763 nach Westen erweitert. Ab 1825 kam im Südwesten der Park Charlottenhof hinzu und 1827 im Nordwesten der Hopfengarten. Ende der 1850er-Jahre wurde westlich der Neuen Kammern der Sizilianische Garten angelegt. | weitere Bilder |
|          | (Lage)                      | Parkanlage Sanssouci einschließlich der nördlich der Maulbeerallee/Zur Historischen Mühle gelegenen Parkteile Ruinenberg, den Wiesenbereichen zwischen Bornstedter Straße und An der Orangerie, mit Nordischem Garten, Paradiesgarten, Potentestück, Klausberg und folgenden Bauten und Gebäudekomplexen: | Im Zuge der Landschaftsverschönerung um Potsdam erfolgte in den 1840er-Jahren die gärtnerische Gestaltung des Ruinenbergs und der angrenzenden Feldflur. Etwa zeitgleich wurde nördlich der Maulbeerallee der Paradiesgarten angelegt und Ende der 1850er-Jahre, als Pendant zum Sizilianischen Garten, der Nordische Garten. Das 1908 fertiggestellte, waldartige Potentestück, benannt nach Georg Potente, erstreckt sich zwischen dem Orangerieschloss mit seiner Terrassenanlage und dem Belvedere auf dem Klausberg (siehe: Orangerieschloss, angrenzende Gartenbereiche). Daran grenzt im Westen der Klausberg mit dem schon in friderizianischer Zeit am Südhang bewirtschafteten Weinberg. | [[Vorlage:Bilderwunsch/code!/C:52.401895,13.031632!/D:Parkanlage Sanssouci einschließlich der nördlich der Maulbeerallee/Zur Historischen Mühle gelegenen Parkteile Ruinenberg, den Wiesenbereichen zwischen Bornstedter Straße und An der Orangerie, mit Nordischem Garten, Paradiesgarten, Potentestück, Klausberg und folgenden Bauten und Gebäudekomplexen:!/\|BW]] |
|          | (Lage)                      | Schloss Sanssouci mit Kolonnaden und Weinbergterrasse (Im Park Sanssouci 3) | Das Sommerschloss Friedrichs II. entstand zwischen 1745 und 1747. Nach Vorgaben des Königs fertigte Georg Wenzeslaus von Knobelsdorff die Entwürfe für ein „Maison de plaisance“ im Stil des Rokoko. Im Halbrund umschließen Kolonnaden den Ehrenhof auf der Nordseite. Auf der Südseite, der Gartenseite, wurde ein terrassierter Weinberg angelegt. Friedrich Wilhelm IV. nutzte das Schloss ebenfalls als Wohnsitz und ließ es 1841/42 durch Verlängerung und Aufstockung der zwei nach Westen und Osten reichenden Seitenflügel erweitern. Nach seinen Skizzen erstellte Ludwig Persius die Entwürfe. | weitere Bilder |
|          | (Lage)                      | Kastellanshaus (Im Park Sanssouci 4) | Auf der Ostseite des Schlosses Sanssouci ließ Friedrich Wilhelm II. 1788/89 durch Heinrich Ludwig Manger das Kastellanhaus errichten. Um weitere Hofbedienstete unterzubringen, wurde der mit Felssteinen grottierte, eingeschossige Bau 1840/41 durch Ludwig Persius aufgestockt. Auf der Ostseite fügte Ferdinand von Arnim 1847 eine Ädikula hinzu. | BW |
|          | (Lage)                      | Bildergalerie | Schloss Sanssouci wird von zwei äußerlich ähnlich aussehenden Gebäuden flankiert. Die eingeschossigen Neuen Kammern im Westen und die Bildergalerie im Osten. Diese in Deutschland erste, eigenständige Gemäldegalerie außerhalb fürstlicher Repräsentationsräume schuf Johann Gottfried Büring in den Jahren 1755 bis 1764. Zum Inventar gehören Werke der niederländischen und italienischen Malerei des 16. und 17. Jahrhunderts, unter anderem Peter Paul Rubens, Caravaggio und Anthonis van Dyck. | weitere Bilder |
|          | (Lage)                      | Neue Kammern | Die auf der Westseite des Schlosses Sanssouci liegenden Neuen Kammern wurden 1747/48 nach Plänen von Georg Wenzeslaus von Knobelsdorff als Orangerie errichtet. Mit der Umnutzung zum Gästehaus bekam das Gebäude, wie die Bildergalerie, eine Kuppel aufgesetzt. Die Umgestaltung im Innern erfolgte zwischen 1773 und 1775. Im späten friderizianischen Rokoko entstanden Gästezimmer und Festsäle. Die Arbeiten leitete Georg Christian Unger. Durch Ludwig Persius erfolgte 1842/43 die Neugestaltung der Rückfront zur Maulbeerallee und eine Loggia an der Ostseite sowie 1861 durch Ludwig Ferdinand Hesse ein Portikus an der Westseite. | weitere Bilder |
|          | (Lage)                      | Chinesisches Haus (Potsdam) und Teehausküche (Am Grünen Gitter 11) | Das Chinesische Haus ist ein zwischen 1755 und 1764 errichteter Gartenpavillon im Park Sanssouci, der mit Stilelementen des Rokoko und ostasiatischer Bauformen dem Zeitgeschmack der Chinoiserie im 18. Jahrhundert entsprach. Nach Skizzen Friedrichs II. erstellte Johann Gottfried Büring die Entwürfe. Büring entwarf 1763 zudem eine südöstlich stehende „Chinesische Küche“, die durch spätere Umbauten zu einer Dienstwohnung ein neues Aussehen erhielt. | weitere Bilder |
|          | (Lage)                      | Obeliskportal | | weitere Bilder |
|          | (Lage)                      | Ruinenberg mit Normannischem Turm, Circuswand und Bassin sowie Ruinenkulisse, bestehend aus Monopteros, ionischen Säulen, Pyramide sowie korinthischer Säule „Katzensäule“, Kaskade, Wasserbecken und Exedra „Römische Bank“ | Zur Bewässerung der Wasserspiele im Park ließ Friedrich II. 1748 auf dem nördlich des Schlosses Sanssouci gelegenen Ruinenberg ein Wasserbecken bauen und mit künstlichen Ruinen umgeben. Georg Wenzeslaus von Knobelsdorff und Innocente Bellavite gestalteten einen Monopteros, eine Pyramide aus Bruchstein, ionische Säulentrümmer und eine ruinöse Wand, die einer Umfassungsmauer römischer Amphitheater nachempfunden wurde. Nach Persius‘ Entwürfen fügte Ferdinand von Arnim der Wand 1845/46 einen Aussichtsturm im „normannischen Stil“ hinzu und Peter Joseph Lenné ließ um 1850 auf der Südseite des Ruinenbergs einen schmalen Wasserlauf anlegen. Aus den Jahren 1846 bis 1855 stammt außerdem die „Katzensäule“ an der Bornstedter Straße. Die kannelierte Säule mit korinthischem Kapitell bekrönt ein Dreifuß mit Pantherköpfen. | weitere Bilder |
|          | (Lage)                      | Historische Mühle, Mühlenhaus mit Remise und Waschhaus, Substruktion und Felsentor (Maulbeerallee 5) | Die westlich des Schlosses Sanssouci stehende Historische Mühle ist die 1993 fertiggestellte Rekonstruktion einer Holländerwindmühle, die Friedrich Wilhelm II. zwischen 1787 und 1791 erbauen ließ. Ihre Bekanntheit erlangte sie durch die Legende Der Müller von Sanssouci. Im Zuge des nur in Teilbereichen ausgeführten Höhenstraßenprojekts ließ Friedrich Wilhelm IV. 1847/48 das westlich der Mühle stehende Mühlenhaus nach Plänen von Ludwig Persius, durch Ludwig Ferdinand Hesse zu einer gestaffelten Baugruppe im italienischen Landhausstil umgestalten, die sich an die Mühlensubstruktion aus Rüdersdorfer Kalkstein anschließt. Eine nach Westen führende Balustradenmauer, mit fünf Terrakotta-Nachbildungen antiker Musen, vermutlich von Ernst March, verbindet das Mühlenhaus mit dem 1750 errichteten Felsentor. Das um 1843 in seiner heutigen Form umgestaltete Portal, das als Eingang zu einem nicht ausgeführten Nymphäum dienen sollte, wird von einem Adler mit Schlange des Bildhauers Carl Friedrich Müller bekrönt. Im nördlich liegenden Mühlenhof errichtete Hesse 1861/62 eine Remise. Ein Abtrittsgebäude wurde 1892 zu einem Waschhaus umgebaut. | weitere Bilder |
|          | (Lage)                      | Gaststätte „Zur Historischen Mühle“ (Zur Historischen Mühle 2) | Auf einer Koppel nordwestlich des Schlosses Sanssouci ließ Wilhelm II. 1908/09 ein Ausflugslokal errichten. Nach den Entwürfen des Hofbaurats Edmund Bohne entstand ein Gebäude im „wilhelminischen Landhausstil“. Da die Räumlichkeiten nicht mehr ausreichten, wurde die Terrasse 1924/25 durch Schiebefenster geschlossen und das Haus 1933 durch einen Anbau erweitert. Nach Einstellung des gastronomischen Betriebs 1995, konnte das denkmalpflegerisch sanierte Restaurantgebäude im Jahr 2000 wiedereröffnet werden. | BW |
|          | (Lage)                      | Marstall (heute Besucherzentrum, An der Orangerie 1) und Kutscherhaus „Jagdhaus“ | Der ehemalige Marstall entstand 1861/62 nach einem Entwurf von Ludwig Ferdinand Hesse. In dem zweigeschossigen Ziegelbau waren die Pferde des königlichen Hofs untergebracht. Im Obergeschoss befanden sich Lagerräume und Kammern. Die Längsseite des schlichten, neunachsigen Baus schmückt lediglich eine Portalädikula. Die Portale an den Giebelseiten werden von einem auf zwei Säulen ruhenden Architrav gerahmt. Seit April 1994 wird das Gebäude von der SPSG als Besucherzentrum genutzt. Das Kutscherhaus auf der Nordseite des Marstalls entstand zeitgleich mit dem Bau des Restaurants „Zur Historischen Mühle“. Das eingeschossige, dreiachsige Gebäude, das Edmund Bohne 1909 als Aufenthaltsgebäude für Kutscher entwarf, wird gastronomisch genutzt. | BW |
|          | (Lage)                      | Orangerie (An der Orangerie 3–5) mit seitlichen Pavillonbauten, Orangerieterrasse und Jubiläumsterrasse | Das Orangerieschloss, auch Neue Orangerie, entstand zwischen 1851 und 1865 im Stil der italienischen Renaissance. Nach Skizzen Friedrich Wilhelms IV. fertigten Friedrich August Stüler und Ludwig Ferdinand Hesse die Entwürfe. Stüler plante zudem die Orangerieterrasse auf der Südseite. Die Pläne der 1913 zum 25-jährigen Regierungsjubiläum Wilhelms II. angelegten Jubiläumsterrasse mit neobarocken Ausschmückungen stammten von Albert Geyer und Heinrich Zeininger. | weitere Bilder |
|          | (Lage)                      | Villa der Witwe Persius (Maulbeerallee 1) | Nach dem Tod des Architekten Ludwig Persius ließ Friedrich Wilhelm IV. 1847 das zweigeschossige, rechteckige Dienstgebäude des ehemaligen Hofgärtners Johann Carl Jacobi (1770–1831) umbauen, in dem die Witwe des Architekten Persius das Obergeschoss bezog. Ludwig Ferdinand Hesse entwarf einen Putzbau im italienisierenden Villenstil und erweiterte das Gebäude durch einen Anbau, sodass der Grundriss eines lateinischen Kreuzes entstand. Zudem fügte er im Osten einen Altan an das Gebäude und im Westen eine Loggia mit Säulenreihe. Die im Botanischen Garten stehende Villa wird von der Universität Potsdam als Institutsgebäude genutzt. | Villa der Witwe Persius (Maulbeerallee 1) |
|          | (Lage)                      | Villa Kache (Maulbeerallee 2) mit Kesselhaus, Wirtschafts- und Nebengebäuden | Auf der Ostseite der Villa der Witwe Persius stand seit 1746 ein Fasanenmeistergehöft, das Ludwig Persius 1841/42 für seinen Schwager, den Hofgärtner Hermann Sello, als dreigeschossiges Dienstgebäude im italienischen Landhausstil umgestaltete. Wegen des Baus der Jubiläumsterrasse, unterhalb des Orangerieschlosses, ließ Wilhelm II. das Haus 1911 auf die Westseite der Villa der Witwe Persius versetzen und durch den Architekten Albert Geyer in veränderter Form wieder aufbauen. Seinen Namen erhielt das Gebäude durch den späteren Bewohner und Leiter des Terrassenreviers von Sanssouci, den von 1929 bis 1945 amtierenden Gartendirektor Paul Kache. Die im Botanischen Garten stehende Villa wird von der Universität Potsdam als Institutionsgebäude genutzt. | Villa Kache (Maulbeerallee 2) mit Kesselhaus, Wirtschafts- und Nebengebäuden |
|          | (Lage)                      | Bestandteile der einstigen Hofgärtnerei: Wohnhaus mit Stall sowie Wagenremise (Maulbeerallee 3); Kesselhaus, Wirtschafts- und Nebengebäude der einstigen Hofgärtnerei (heute Teil des Botanischen Gartens) sowie Wirtschaftsbauten der Gärtnerei östlich der Jubiläumsterrasse | Die 1817 mit dem Terrassenrevier (Weinbergterrassen unterhalb des Schlosses Sanssouci) vereinigte Hofgärtnerei baute Hofgärtner Hermann Sello ab 1840 zu einer großen Gärtnerei aus. Durch den Bau der Jubiläumsterrasse unterhalb des Orangerieschlosses und der Anlage des Sizilianischen Gartens, westlich der Neuen Kammern, verkleinerte sich die Nutzfläche jedoch wieder. Die wegen der Umnutzung abgerissenen Gewächshäuser wurden Anfang des 20. Jahrhunderts durch Neubauten ersetzt. Hinzu kamen das 1912 errichtete Kesselhaus und Wirtschaftsgebäude (Umbauten 1916). Das zweigeschossige, verputzte Wohnhaus (Maulbeerallee 3) westlich des Botanischen Gartens und die daran anschließende eineinhalbgeschossige Remise entstanden 1916 nach Plänen des Königlichen Hofbauamts (Umbau 1925). Das als Wirtschaftshof genutzte Areal östlich der Jubiläumsterrasse (Parkrevier III) war ebenfalls Teil der ehemaligen Hofgärtnerei. | [[Vorlage:Bilderwunsch/code!/C:52.403374,13.025532!/D:Bestandteile der einstigen Hofgärtnerei: Wohnhaus mit Stall sowie Wagenremise (Maulbeerallee 3); Kesselhaus, Wirtschafts- und Nebengebäude der einstigen Hofgärtnerei (heute Teil des Botanischen Gartens) sowie Wirtschaftsbauten der Gärtnerei östlich der Jubiläumsterrasse!/\|BW]]                            |
|          | (Lage)                      | Drachenhaus (Wohnhaus des Weinmeisters) und Wirtschaftsgebäude (Maulbeerallee 4) | Das ursprünglich für den Winzer des angrenzenden Weinbergs geplante Wohnhaus entstand zwischen 1770 und 1772 nach dem Entwurf von Carl von Gontard. Das im Stil einer Pagode errichtete viergeschossige Gebäude ruht auf einem oktogonalen Grundriss. Den im Erdgeschoss konkav geschwungenen Wänden folgt das konkav geschwungene Dach, dessen Spitzen die sechzehn namengebenden Drachenfiguren schmücken. Über dem Dach erheben sich drei offene, sich nach oben verjüngende Geschosse. In den Jahren 1814 und 1827 wurde das Drachenhaus durch Anbauten erweitert. Es wird seit der umfassenden Sanierung 1934 gastronomisch genutzt. | weitere Bilder |
|          | (Lage)                      | Belvedere auf dem Klausberg | Das zwischen 1770 und 1772 errichtete Belvedere auf dem namengebenden Klausberg war das erste gemauerte Aussichtsgebäude in Potsdam und das letzte Bauwerk mit Beziehung zum Park Sanssouci, das Friedrich II. in Auftrag gab. Der Baumeister Georg Christian Unger entwarf ein zweigeschossiges Gebäude nach antikem Vorbild, das auf rundem Grundriss ruht und dem eine doppelläufige Freitreppe auf der Nordseite vorgelagert ist. Nach der fast vollständigen Zerstörung im April 1945, war es 2002 bis auf den Saal im Erdgeschoss wieder hergestellt. | weitere Bilder |
|          | (Lage)                      | [[Königlicher Weinberg am Klausberg\|Weinberganlage mit Treibmauern, Treibhäusern, zwei Kesselhäusern, Lepère’schen Quartieren sowie Einfriedung]] | Die gärtnerische Nutzung des Klausbergs begann 1769, als Friedrich II. den Südhang terrassieren und mit Reben und Obstbäumen bepflanzen ließ. Anschließend änderte sich Jahrzehnte nichts Wesentliches. 1862 erhielt Alexis Lepère d. J. von Wilhelm I. die Genehmigung zum Bau einer nach ihm benannten Maueranlage. Nachdem Lepères Kulturmethode nicht den gewünschten Erfolg brachte, ordnete Wilhelm II. ab 1895 den Bau von Treibhäusern, Heizungsanlagen und eine neue Umfassungsmauer an. Nach Beschädigung der Anlage Ende des Zweiten Weltkriegs und der anschließenden Demontage der Treibhäuser verwahrloste die Klausberganlage. In den 1990er-Jahren begannen erste Aufräum- und Sanierungsarbeiten, die schrittweise fortgeführt werden. | Weinberganlage mit Treibmauern, Treibhäusern, zwei Kesselhäusern, Lepère’schen Quartieren sowie Einfriedung |
| Wikidata | (Lage)                      | Freundschaftstempel | Den Freundschaftstempel im westlichen Teil des Parks Sanssouci ließ Friedrich II. zwischen 1768 und 1770 zum Andenken an seine 1758 verstorbene Schwester, die Markgräfin Wilhelmine von Bayreuth, errichten. Carl von Gontard schuf einen offenen Rundtempel mit der überlebensgroßen Sitzstatue der Markgräfin, die in der Bildhauerwerkstatt der Brüder Räntz gefertigt wurde. Medaillons an den acht paarweise angeordneten Säulen zeigen Freundschaftspaare aus der Antike. | weitere Bilder |
| Wikidata | (Lage)                      | Antikentempel | Als Pendant zum Freundschaftstempel entwarf Carl von Gontard den geschlossenen, auf rundem Grundriss ruhenden Antikentempel. In dem 1768/69 errichteten, als Museumsbau konzipierten Pavillon bewahrte Friedrich II. Kunstgegenstände aus der Antike auf. In einem Annex war seine Münz- und Gemmensammlung untergebracht. Auf Anordnung Friedrich Wilhelms III. diente der Pavillon ab 1828 als Gedenkstätte für die 1810 verstorbene und im Mausoleum im Schlosspark Charlottenburg beigesetzte Königin Luise von Mecklenburg-Strelitz. Ab 1921 wurde der Antikentempel als Mausoleum genutzt, in dem bis 1947 fünf Mitglieder des Hauses Hohenzollern ihre letzte Ruhe fanden. | weitere Bilder |
|          | (Lage)                      | Neues Palais mit Communs und Nebengebäuden (Am Neuen Palais 6), Mopke, Kolonnade mit Triumphtor sowie Neuer Marstall mit Reithalle (Am Neuen Palais 7) und Gebäude der Universität (Am Neuen Palais 5) | | weitere Bilder |
|          | (Lage)                      | Hofgärtner- und Wachhaus „Nordtorgebäude“ mit Kuhstall, Alte Orangerie (Am Neuen Palais 3, 4) | Das „Nordtorgebäude“, nördlich der Communs des Neuen Palais, wurde 1768/69 nach Plänen des Baumeisters Carl von Gontard für den Kastellan und den Hofgärtner Heinrich Christian Eckstein (1719–1796) errichtet. Es diente noch bis 1918 vorzugsweise Hofgärtnern und Gärtnergehilfen für Wohnzwecke. Durch Umnutzungen erfolgten später einige Umbauten. Die zweieinhalbgeschossige Dreiflügelanlage bildet einen Innenhof. Auf der neunachsigen Ostseite öffnet sich eine Loggia mit drei Rundbögen. An den nordseitigen Gebäudeflügel grenzt nach Westen ein eingeschossiger Anbau, dem die zweigeschossige ehemalige Orangerie folgt. Nach Umbauarbeiten sollen in den Gebäuden das Abraham Geiger Kolleg und das Institut für Jüdische Theologie der Universität Potsdam untergebracht werden (Stand 2015). | Hofgärtner- und Wachhaus „Nordtorgebäude“ mit Kuhstall, Alte Orangerie (Am Neuen Palais 3, 4) |
|          | (Lage)                      | Kastellans- und Wachhaus „Südtorgebäude“ (Am Neuen Palais 10) | Das dreiflügelige „Südtorgebäude“, südlich der Communs des Neuen Palais, wurde 1768/69 von Gontard als baugleiches Pendant zum „Nordtorgebäude“ errichtet und diente der Unterbringung des Wachpersonals. Durch Umnutzungen erfolgten mehrfache Umbauten. Unter anderem veränderte Franz Haeberlin das Gebäude 1884/85 als Dienstsitz für den Kastellan und erweiterte die Dreiflügelanlage auf der Westseite durch einen Neubau. Nach umfassenden Sanierungs- und Umbaumaßnahmen eröffnete die SPSG im „Südtorgebäude“ 2013 ein Besucherzentrum. | Kastellans- und Wachhaus „Südtorgebäude“ (Am Neuen Palais 10) |
|          | (Lage)                      | Ehemalige Gärtnerlehranstalt (Am Neuen Palais 2) mit Wohnhaus, Wirtschaftsgebäuden und Gartenbereich mit Lepèreschen Quartieren | Nach Gründung der „Königlichen Landesbaumschule“ 1823 wurde für dessen ersten Leiter Carl Friedrich Krausnick (1786–1859) 1826/27 ein zweigeschossiges Dienstgebäude westlich des Parks Sanssouci errichtet. Sein heutiges Aussehen als dreigeschossiger, siebenachsiger Putzbau mit Satteldach erhielt das Haus durch den Umbau 1869 zum Internats- und Schulgebäude für die Eleven der „Königlichen Gärtnerlehranstalt am Wildpark bei Potsdam“. Die Lehrlinge und Gartengehilfen bewohnten das südwestlich vom Hauptgebäude errichtete, eingeschossige Wirtschaftsgebäude aus roten Ziegeln. In einem weiteren Nebengebäude befanden sich Stallungen, Toiletten und Müllgruben. Auf den ehemaligen Gehölzanzuchtflächen der Baumschule ließ Garteninspektor Wilhelm Lauche um 1870 einen Lehr- und Mustergarten anlegen sowie Mauern nach dem Vorbild Lepères bauen. 1903 wurde die Lehranstalt nach Berlin-Dahlem verlegt. | Ehemalige Gärtnerlehranstalt (Am Neuen Palais 2) mit Wohnhaus, Wirtschaftsgebäuden und Gartenbereich mit Lepèreschen Quartieren |
|          | (Lage)                      | Meierei „Handtmannsches Haus“ (Lennéstraße 32) und Kuhtor | Auf der Stelle einer 1785 abgebrannten Mühle aus friderizianischer Zeit ließ Friedrich Wilhelm II. 1787 für den Planteur Wilhelm Sello ein neues Haus erbauen, das nach dessen Tod der Amtsnachfolger Carl Handtmann (1776–1852) bezog. Das nördlich der Römischen Bäder und westlich vom Kuhtor (um 1830) stehende „Handtmann'sche Haus“ (später Meierei) gestaltete Ludwig Persius 1833/34 im Stil eines italienischen Landhauses um. Er fügte an das dreigeschossige, sechsachsige Haupthaus Wirtschaftsbauten und lockerte den westseitigen Anbau durch einen über zwei Stockwerke reichenden Torbogen und einen nur wenig höheren Turmbau auf. | weitere Bilder |
|          | (Lage)                      | Parkgärtnerei I mit einstigem Stallgebäude, Wirtschaftsgebäude, Remisen und Einfriedung, westlich der Meierei | Die auf dem Wirtschaftshof im Parkteil Charlottenhof stehenden Gebäude wurden in den 1870er-Jahren errichtet und um 1900 umgebaut. Die roten Ziegelbauten mit Satteldächern sind ein- und zweigeschossig, eine hölzerne Remise eingeschossig. | BW |
|          | (Lage)                      | Römische Bäder mit Gärtnergehilfenhaus, Großer Laube, Badehaus und Hofgärtnerhaus sowie Teepavillon und Gartenanlage (Geschwister-Scholl-Straße 32a) | Die „Römischen Bäder“ entstanden zwischen 1829 und 1840. Nach Vorgaben Friedrich Wilhelms IV. entwarf Karl Friedrich Schinkel eine Gebäudegruppe mit unterschiedlich großen kubischen Baukörpern, die er asymmetrisch anordnete. Als Vorbild diente italienische Landhausarchitektur. Die Ausführung übernahm Ludwig Persius. Hermann Sello bezog das 1829/30 errichtete ein- und zweigeschossige Hofgärtnerhaus mit Sattel- und Pultdach, dem 1830 ein Turm angegliedert wurde. Sello bewohnte einige Jahre das Erdgeschoss. Das Obergeschoss nutzte Friedrich Wilhelm IV. In einem der Gästezimmer logierte zeitweise Alexander von Humboldt. Eine weinberankte Laube verbindet das Hofgärtnerhaus mit dem 1832 erbauten zweigeschossigen Gärtnergehilfenhaus mit Satteldach. Das Obergeschoss beherbergte die Gartengehilfen, im Erdgeschoss befand sich ein Stall. Dem Gartengehilfenhaus folgt nach Osten das ab 1835 begonnene, namengebende Gebäude „Römische Bäder“. Die Ausstattung, die sich bis 1878 hinzog, hat mit einer römischen Therme jedoch nicht viel gemeinsam. Die Raumstruktur ist lediglich einer antiken Villa nachempfunden. Der südlich des Hofgärtnerhauses stehende tempelartige Pavillon, in der Form eines griechischen Prostylos, diente ehemals kurzzeitig als Billardsaal und war mit Möbeln nach Schinkels Entwurf ausgestattet. Im 1834/35 angelegten „Gedächtnisgarten“ auf der Ostseite des Pavillons, stehen in je einer Ädikula die Büsten von Friedrich Wilhelm III. und dessen Gemahlin Luise. | weitere Bilder |
|          | (Lage)                      | Schloss Charlottenhof mit Terrassenanlage (Geschwister-Scholl-Straße 34a) | Das nach der ehemaligen Besitzerin Maria Charlotte von Gentzkow benannte Gebäude entstand durch den 1826 ausgeführten Umbau eines Wohnhauses aus dem 18. Jahrhundert. Der Vorgängerbau war eingeschossig mit hohem Souterrain, neunachsig mit je einem Risalit an der Ost- und Westfassade sowie Krüppelwalmdach. Nach Vorgaben des Kronprinzen Friedrich Wilhelm entwarf Karl Friedrich Schinkel ein Gebäude im klassizistischen Stil. Die Bauleitung übernahm Ludwig Persius. Die Bausubstanz blieb aus Kostengründen weitgehend erhalten. Das Hauptgeschoss wurde geringfügig erhöht, die Risalite in der Tiefe erweitert, die Ostseite als Portikus mit Wandmalereien gestaltet und die Westseite als Portal mit flankierenden Steinbänken. Ein halbrunder Erker lockert die Nordseite auf. Eine umlaufende Attika verdeckt die flachen Dächer. Die von Schinkel entworfene Innenraumgestaltung zog sich bis 1829 hin. Auf dem Niveau des Hauptgeschosses wurde ab 1826 die Terrasse angelegt. Den Mittelpunkt bildet eine Schalenfontäne mit nach Westen und Osten laufenden Wasserrinnen, die in halbrunde Bassins führen. Eine weinberankte Pergola begrenzt die Terrasse auf der Südseite und eine Exedra (halbrunde Bank) die Ostseite. Figuren aus der antiken Mythologie schmücken die Anlage. Die von Christian Friedrich Tieck geschaffene Büste der Kronprinzessin Elisabeth Ludovika von Bayern bekrönt eine hohe Säule in einem tiefer liegenden Wasserbecken auf der Nordseite. | weitere Bilder |
|          | (Lage)                      | Wohnhaus und Wirtschaftsgebäude am Parkeingang Charlottenhof (Geschwister-Scholl-Straße 34) | Für das um 1877 erbaute Wohnhaus im Gründerzeitstil unterzeichnete der Potsdamer Zimmermeister W. Franck die Baupläne. Sein heutiges Aussehen erhielt das Gebäude bei einem 1927 durchgeführten Umbau. Der fünfachsige Putzbau ist dreigeschossig mit Mezzanin und Satteldach. Zum Wohnhaus gehört ein ebenfalls 1877 erbautes, zweigeschossiges Wirtschaftsgebäude aus unverputztem Ziegelmauerwerk mit Flachdach. | BW |
|          | (Lage)                      | Wohnhaus am Parkeingang Charlottenhof (Geschwister-Scholl-Straße 35) | Das 1825 errichtete Wohnhaus am Parkeingang südlich des Schlosses Charlottenhof wurde von Friedrich Wilhelm IV. 1841 erworben und 1846 von Ludwig Ferdinand Hesse umgebaut. An das parallel zur Straße stehende zweigeschossige Wohnhaus mit Souterrain fügte Hesse eingeschossige (mit Souterrain), unterschiedlich hohe Anbauten und schuf einen L-förmigen Baukörper. Das glatt verputzte Gebäude erhielt im Souterrain einen Quaderputz. Am turmartig wirkenden Gebäudeteil an der Südostecke – mit Souterrain, Hochparterre, Mezzanin und Zeltdach – schmücken Ädikulä zwei hohe Fenster. 1915 wurde auf der Ostseite des Gebäudes ein Holzbalkon durch einen massiven Balkon ersetzt. | BW |
|          | (Lage)                      | Fasanerie (Geschwister-Scholl-Straße 36) | Das für den Fasanenmeister und dessen Gehilfen 1842 bis 1844 im italienisierenden Stil errichtete Wohnhaus mit ehemals flankierenden Zwingern für die Fasanenzucht, Stallungen und Wirtschaftsräumen entwarf Ludwig Persius. Die unterschiedlich hoch gestaffelten Baukörper, die sich um einen fünfgeschossigen Turm gruppieren, sind ein-, zwei- und dreigeschossig mit flachen Satteldächern und Flachdächern. Dem Wohngebäude ist auf der Südseite eine Loggia mit Doppelbogen vorgelagert und auf der Westseite ein Altan. Die in Ost-West-Richtung angelegten Gebäude verbanden Pergolen, Bogendurchgänge und eine doppelte Dreierarkade. Ein 1857 auf der Westseite im neugotischen Stil errichtetes Fasanenhaus wurde um 1950 abgerissen. Ab 1890 nutzte der Chef des Hofjagdamtes unter Wilhelm II., Oberjägermeister vom Dienst Heinrich von Heintze-Weißenrode (1834–1918), die Fasanerie als Dienstwohnung. Durch den Ausbau der leichten Verbindungsstücke zwischen den Gebäuden entstanden massive Wohn- und Wirtschaftsräume. Die Fasanenzucht wurde nach dem Ende der Monarchie aufgegeben und das Gelände dem Parkbereich Charlottenhof zugeordnet. 1920 erwarb das Verlegerehepaar Irmgard und Gustav Kiepenheuer den Gebäudekomplex. Ab 1931 mietete der Dirigent Wilhelm Furtwängler drei Räume von der inzwischen geschiedenen Irmgard Kiepenheuer (1887–1971). Weitere Bewohner nach 1945 waren unter anderem der Generaldirektor der Staatlichen Schlösser und Gärten Potsdam-Sanssouci Willy Kurth und der Pädagoge Lothar Klingberg. Die Wohnungen sind an Angestellte der SPSG vermietet. | weitere Bilder |
|          | (Lage)                      | Gebäudekomplex Friedenskirche (Am Grünen Gitter 2) mit Friedenskirche, Säulenhalle und Exedra sowie Friedensteich, Kreuzgang mit Heilsbronner Portal und Kaiser-Friedrich-Mausoleum | Die Friedenskirche wurde zwischen 1844 und 1848 im Osten des Parks Sanssouci, am Rand des von Peter Joseph Lenné angelegten Friedensteichs errichtet. Als Vorbild diente die Basilika San Clemente in Rom, jedoch vor deren barocker Überformung. Im Auftrag Friedrich Wilhelms IV. fertigte Ludwig Persius die Entwürfe. Die Bauleitung übernahmen Ferdinand von Arnim und Ludwig Ferdinand Hesse. Persius entwarf ein dreischiffiges Kirchengebäude mit Apsiden auf der Ostseite. Das Mittelschiff deckt ein flaches Satteldach, die Seitenschiffe flache Pultdächer. Die Wandflächen erhielten einen Quaderputz. Der zwischen 1848 und 1850 errichtete, fast 42 Meter hohe Glockenturm wurde dem Campanile von Santa Maria in Cosmedin nachempfunden. Auf der Westseite umschließt ein Säulengang den 1846/47 angelegten Innenhof, das Atrium. Daran grenzt im Norden das 1888 bis 1890 errichtete Kaiser-Friedrich-Mausoleum nach dem Entwurf von Julius Carl Raschdorff. Für diese Begräbniskapelle nahm Raschdorff die Bauformen der Rotunde in der Jerusalemer Grabeskirche auf. Der vom Narthex nach Norden zur Christuspforte führende Säulengang mit 18 korinthischen Sandsteinsäulen und einer in den Friedensteich hineinragenden Exedra stammt wie die Pforte von Hesse. An das Atrium grenzt im Süden der von Friedrich August Stüler sowie Hesse entworfene und 1852 bis 1854 errichtete Kreuzgang mit 53 korinthischen Terrakottasäulen aus der Potsdamer Tonwarenfabrik Wilhelm Koch (1815–1889). Einem Camposanto nachempfunden, umgibt der Kreuzgang einen rechteckigen Garten. An der Nordwestecke wurde 1863 die aus der Tonwarenfabrik Tobias Feilner stammende Terrakotta-Kopie des romanischen Heilsbronner Portals angebracht. | weitere Bilder |
|          | (Lage)                      | Gebäudekomplex „Schloss Marly“ mit Kavalierhaus „Schloss Marly“ (Am grünen Gitter 2) und Säulenhof, Pfarr- und Schulhaus einschließlich Einfriedung, Pförtnerhaus (Am Grünen Gitter 3) und Parkeingang „Grünes Gitter“ sowie Pergolamauer und Exedra | Die Entwürfe für das an den Gebäudekomplex der Friedenskirche grenzende Bauensemble stammen weitgehend von Ludwig Ferdinand Hesse, teilweise unter Mitwirkung von Friedrich August Stüler und Ferdinand von Arnim. Das an die Südseite des Glockenturms stoßende Kavalierhaus „Schloss Marly“ diente als Gästehaus. Es wurde zwischen 1852 und 1854 mit dem Kreuzgang gebaut (siehe Gebäudekomplex Friedenskirche) und bildet dessen ostseitige Rückwand. Das langgestreckte Gebäude ist ein zweigeschossiger, neunachsiger Putzbau mit flachem Satteldach. Die südseitige Rückwand des Kreuzgangs bildet das Pfarrhaus mit Turmbau. Daran stoßen im Westen das Schulhaus und im Osten das Pförtnerhaus. Die zwischen 1849 und 1851 ähnlich einer Dreiflügelanlage ausgerichteten Putzbauten sind zwei- und dreigeschossig mit sehr flachen Walm-, Zelt- und Satteldächern. Die Südseite des Pförtnerhauses schmücken ein gekuppeltes Fenster (Drillingsfenster) und eine Loggia. Als Eingang in den Park Sanssouci entwarf Hesse das von Nord nach Süd ausgerichtete Grüne Gitter und eine von West nach Ost führende Pergolamauer, die sich in der Mitte durch das Säulentor öffnet. Das zum Friedensgarten führende Tor wurde als hohe Pergola mit sechs ionischen Säulen gestaltet, flankiert von einer Exedra auf der Ostseite und einer niedrigen Rundbogenpforte auf der Westseite. Die Nischenfiguren beiderseits dieser Pforte zeigen einen Knaben mit Bibel und ein betendes Mädchen nach den Modellen von Christian Daniel Rauch (Bronzenachgüsse von 1993). | weitere Bilder |
|          | (Lage)                      | Küsterhaus (Am Grünen Gitter 1) | Südlich des Grünen Gitters entstand 1879 das Küsterhaus als Pendant zum gegenüberliegenden Pförtnerhaus. Reinhold Persius entwarf einen zwei- und dreigeschossigen Putzbau im italienisierenden Stil mit einem eingeschossigen Anbau, der sich nach Norden durch eine Loggia öffnet. Wie am Pförtnerhaus schmückt ein gekuppeltes Fenster (Drillingsfenster) die Nordseite des dreigeschossigen Gebäudeteils. | BW |
|          | (Lage)                      | Wohnhaus „Ananashaus“ sowie Heizhaus, Reste der Gewächshäuser der einstigen Ananastreiberei, Pergola mit überdachtem Teeplatz (Am Grünen Gitter 4) | Das „Ananashaus“ im Südosten des Parks Sanssouci, südlich der Allee „Am Grünen Gitter“, wurde 1787/88 als Dienstgebäude für den Hofgärtner der Ananastreiberei Johann Conrad Pleymer (auch Pleymert, Pluymer) (1747–1817) errichtet (Umbau 1911). Das schlicht gestaltete Wohnhaus ist zweigeschossig, achtachsig mit Walmgauben auf dem Krüppelwalmdach. Auf der Westseite schließt sich ein langgestrecktes Wirtschaftsgebäude an. | Wohnhaus „Ananashaus“ sowie Heizhaus, Reste der Gewächshäuser der einstigen Ananastreiberei, Pergola mit überdachtem Teeplatz (Am Grünen Gitter 4) |
|          | (Lage)                      | Villa Illaire und Gehilfenhaus sowie Pavillon (Am Grünen Gitter 5, 6) | Friedrich Wilhelm IV. ließ das 1789 für Hofgärtner Carl Sello erbaute und auch von dessen Amtsnachfolger Joachim Heinrich Voß bewohnte Gärtnerhaus zwischen 1844 und 1846 für den geheimen Kabinettsrat Ernst Emil Illaire (1797–1866) umbauen. Ludwig Persius entwarf ein Gebäude im italienischen Villenstil. Die Leitung der Umbauarbeiten übernahmen Ferdinand von Arnim und Moritz Gottgetreu. Aus dem ehemals eingeschossigen Haus mit rechteckigem Grundriss entstand ein zweistöckiger Putzbau mit Mezzanin und Flachdach. Auf einem gemeinsamen Sockelgeschoss ruhen unterschiedliche Gebäudeteile. Eine Pergolamauer verbindet das Haupthaus mit dem westlich stehenden zweigeschossigen Gehilfenhaus mit Satteldach. Die Entwürfe von Persius für das ostseitige Stibadium änderte Ludwig Ferdinand Hesse 1851. Der tempelartige Pavillon erhielt auf der Gartenseite im Norden einen Balkon, den eine Ädikula betont, und auf der Straßenseite im Süden eine Loggia mit vier korinthischen Säulen, zwischen denen Hesse Brüstungsfelder aus Terrakotta einfügte. | weitere Bilder |
|          | (Lage)                      | Villa Liegnitz mit Wirtschaftsflügel, Pergola, Gartenanlage mit Stibadium sowie Wohnhaus und Wirtschaftsgebäude (Lennéstraße 7a) | Friedrich Wilhelm IV. ließ das ehemalige Gartenhaus des verstorbenen Geheimen Kämmerers Carl Timm (1761–1839) 1840/41 als Witwenwohnsitz für Auguste Fürstin zu Liegnitz umbauen. Albert Dietrich Schadow stockte das eingeschossige Haus auf zwei Geschosse und den ostseitigen Gebäudeteil auf drei Geschosse auf. An die Ostseite fügte er einen Altan, an die Westseite eine überdachte Veranda und gestaltete die Nordseite mit einem Standerker. Peter Joseph Lenné entwarf einen landschaftlichen Garten mit italienisierenden Motiven, den Gerhard Koeber (1809–1852) ausführte. Am nordwestlichen Grundstücksrand errichtete Friedrich August Stüler ein Stibadium. 1877/78 wurde das Gebäude für Charlotte von Preußen und Bernhard von Sachsen-Meiningen modernisiert. Reinhold Persius fügte an die Westseite einen Wintergarten und verband die Villa mit dem südlich vom Haupthaus stehenden Wirtschaftsgebäude. Nach dem Entwurf von Franz Haeberlin entstanden an der Lennéstraße weitere Wohn- und Wirtschaftsgebäude. Den Garten gestaltete Emil Sello in strengen geometrischen Formen. Die Ausführung übernahm Eduard Nietner. 1907 bezog Eitel Friedrich von Preußen die Villa. 1907/08 erfolgten für August Wilhelm von Preußen, der das Haus von 1908 bis 1945 bewohnte, Umbauten durch Hofbaurat Otto Wittig (1859–1942), der 1911 auch das zweigeschossige, fünfachsige Wohnhaus in der Lennéstraße entwarf und die von Haeberlin errichteten Wirtschaftsgebäude erweiterte. Nach 1945 beherbergte das Gebäude Wohnungen sowie ein Kinderheim der Sowjetarmee und ab 1951 das Zoologische Institut der Brandenburgischen Landeshochschule Potsdam, später Universität Potsdam. Seit 2005 Nutzung durch die SPSG. | weitere Bilder |
|          | (Lage)                      | Gartendirektionshaus (Am Grünen Gitter 7) | Im Auftrag Friedrichs II. errichtete Georg Wenzeslaus von Knobelsdorff 1752 südlich des Schlosses Sanssouci zwei symmetrische Häuser (im Westen das Gartenkassenhaus, im Osten das Gartendirektionshaus). In den eingeschossigen, neunachsigen Gebäuden mit Mezzanin waren je zwei Wohnungen für Gärtner eingerichtet. Das ostseitige bewohnten anfänglich die Hofgärtner Johann Samuel Sello und nach dem Tod eines Kammerhusaren ab 1775 Friedrich Zacharias Saltzmann mit ihren Familien. Ab 1791 bezog es Gartendirektor Johann Gottlob Schulze, ebenso die Amtsnachfolger, das seit der Zeit Schulzes Gartendirektionshaus oder Gartendirektionsgebäude genannt wird. Wilhelm II. ließ das Gebäude durch einen Anbau auf der Südseite erweitern. Nach 1945 wurden durch Umbauten zahlreiche kleine Büroräume und Wohnungen geschaffen. Das Gartendirektionshaus wird von der SPSG genutzt. | weitere Bilder |
|          | (Lage)                      | Gartenkassenhaus (Am Grünen Gitter 8) | Die ersten Bewohner des westlich vom Gartendirektionshaus liegenden eingeschossigen, neunachsigen Gartenkassenhauses mit Mezzanin waren der Obergärtner Philipp Friedrich Krutisch und der Pisanggärtner Johann Georg Steinert mit ihren Familien. Ihnen folgten verschiedene Hofbeamte. 1799 zog in die südliche Hälfte des Hauses der Gartenkassenrendant Steinberg und 1806 sein Amtsnachfolger Friedrich Christian Dohme. Seit der Zeit Steinbergs heißt das Gebäude Gartenkassenhaus. Spätere Umbauten veränderten das Innere. Die Büroräume im Gartenkassenhaus werden von der SPSG genutzt. | weitere Bilder |
|          | (Lage)                      | Gärtnerwohnhaus, Gehilfenwohnhaus, Stallgebäude (Am Grünen Gitter 9) | Das Mitte des 18. Jahrhunderts errichtete Wohnhaus westlich des Gartenkassenhauses stand zur Bauzeit an der Südgrenze außerhalb des Parks Sanssouci. Der schlichte, eingeschossige Putzbau mit Walmdach war um 1760 Eigentum des Gärtners Johann Heinrich Krutisch (nach 1713–1766), der unter seinem älteren Bruder Philipp Friedrich Krutisch in der Melonerie (Treiberei) arbeitete. Das langgestreckte, eingeschossige Gehilfenwohnhaus mit Walmdach südöstlich des Gärtnerwohnhauses entstand 1799 auf der Stelle eines 1761 erbauten und im Laufe der 1760er-Jahre mehrfach, bis auf 42 Meter erweiterten Pisanghauses, das gleichzeitig zur Kultivierung von Melonenbäumen diente. Die Räumlichkeiten auf der Nordseite wurden um 1840 zu Wohnungen umgebaut. | Gärtnerwohnhaus, Gehilfenwohnhaus, Stallgebäude (Am Grünen Gitter 9) |
|          | (Lage)                      | Hofgärtnerhaus „Villa Eulenburg“ mit Einfriedung (Am Grünen Gitter 10) | Die „Villa Eulenburg“ ist das letzte für einen Hofgärtner erbaute Wohnhaus im Park Sanssouci. Nach Plänen des Königlichen Hofbauamts wurde 1915/16 im südöstlichen Parkbereich ein zweigeschossiger, fünfachsiger Putzbau mit Walmdach errichtet, den der Hofgärtner des Meloneriereviers (Treiberei) Otto Meermann (1863–1957) bezog. Das Gebäude ist „vermutlich nach dem Grafen Eulenburg benannt.“ | Hofgärtnerhaus „Villa Eulenburg“ mit Einfriedung (Am Grünen Gitter 10) |
|          | (Lage)                      | Winzerhaus und Winzerberg, Einfriedung mit Pergola, Exedren und Triumphtor (Gregor-Mendel-Straße 25a) | Die Gestaltung der Anlage erfolgte im Zuge des geplanten, aber nur in Teilen ausgeführten Höhenstraßenprojekts. Das im italienisierenden Stil mit antikisierenden Elementen errichtete Winzer- oder Gärtnerhaus entstand 1849 durch den Umbau eines eingeschossigen Winzerhauses aus der Zeit Friedrichs II. Nach Vorgaben Friedrich Wilhelms IV. fertigte Ludwig Ferdinand Hesse die Entwürfe für eine Turmvilla mit gestaffelten Baukörpern. An das aufgestockte Wohnhaus fügte er im Nordosten einen Belvedere-Turm, im Süden einen von Karyatiden getragenen Altan, Pergolen und eine den Hang hinabführende Freitreppe. Westlich des Hauses kam 1853 eine lange Weinlaube hinzu. Ebenso wurde der terrassierte Weinberg aus friderizianischer Zeit durch Pergolen und eine Nischenmauer mit vorgelagerter doppelläufiger Freitreppe, die ein Tondo mit Bacchuskopf schmückt, von Peter Joseph Lenné im italienisierenden Stil umgestaltet. Das von Friedrich August Stüler und Hesse 1850/51 entworfene Triumphtor am Fuß des Winzerbergs mit Terrakottareliefs von Tobias Feilner und Ernst March wird von halbrunden Steinbänken (Exedren) und Pergolamauern flankiert. | weitere Bilder |
|          | (Lage)                      | Lordmarschallhaus/Hofmarschall-Keith-Haus mit Seitenflügeln, Einfriedungsmauer und Garten (Lennéstraße 9) | Das dreiflügelige Landhaus entwarf Heinrich Ludwig Manger für den Vertrauten Friedrichs II., den schottischen Adeligen Lordmarschall George Keith. Der zwischen 1764 und 1766 errichtete eingeschossige Putzbau mit Souterrain und zweigeschossigem Mittelteil ist auf der Nordseite (Gartenseite) elfachsig und auf der Südseite (Straßenseite) siebenachsig gestaltet. An das Hauptgebäude schließen eingeschossige Seitenflügel, in denen ehemals Stallungen, Remisen und Bedienstetenwohnungen untergebracht waren. Das Grundstück ist zur Straßenseite mit einer verputzten Mauer eingefriedet. Nach dem Tod des Lordmarschalls 1778 ging das Wohnhaus in das Eigentum Friedrichs II. über. Nach Instandsetzungsarbeiten 1786/87 bewohnten es Mitglieder des Königshauses, unter anderem Gräfin von Ingenheim und höhere Hofbeamte. | Lordmarschallhaus/Hofmarschall-Keith-Haus mit Seitenflügeln, Einfriedungsmauer und Garten (Lennéstraße 9) |
|          | (Lage)                      | Wohngebäude „Schirrhofmeisterhaus“ und zwei Wirtschaftsgebäude (Lennéstraße 10) | Am Südrand des ehemaligen Meloneriereviers wurde 1890/91 für den Schirrmeister in Sanssouci ein zweigeschossiges Wohnhaus (mit Untergeschoss) aus roten Ziegeln errichtet. Den Entwurf lieferte Hofbaurat Edmund Bohne. Zwei, den Schirrhof im Norden und Westen begrenzende, zweigeschossige Wirtschaftsgebäude von 1885 entwarf Reinhold Persius in Ziegelfachwerkbauweise. | BW |
|          | (Lage)                      | Wohnhaus mit zwei Wirtschaftsgebäuden und Wirtschaftshof (Lennéstraße 11) | Ehemaliges Gärtnerhaus aus der zweiten Hälfte des 18. Jahrhunderts, das an die Nordwestecke des Schirrhofs grenzt. Der schlichte Putzbau ist eingeschossig, siebenachsig mit Satteldach. Ein eingeschossiges, unverputztes Wirtschaftsgebäude hinter dem Haus stammt aus der zweiten Hälfte des 19. Jahrhunderts. | BW |
|          | (Lage)                      | Wohnhaus mit Wirtschaftsgebäude und Garten (Lennéstraße 26) | Ehemaliges Gärtnerhaus aus der zweiten Hälfte des 18. Jahrhunderts, südöstlich neben der Parkgärtnerei am Kuhtor. Der schlichte Putzbau ist eingeschossig, siebenachsig mit Satteldach. | BW |
|          | (Lage)                      | Parkgärtnerei Sanssouci mit Einfriedung (Lennéstraße 28–30) | Das Gelände der Parkgärtnerei am Kuhtor wurde zum Teil 1903 erworben und 1926 auf 2,5 Hektar erweitert. In sechs großen Gewächshäusern, Kastenanlagen und Mutterpflanzenquartieren werden Blumen und Grünpflanzen gezogen, die im Park Sanssouci sowie in weiteren von der SPSG verwalteten Parkanlagen nach historischen Plänen gepflanzt werden. | BW |
|          | (Lage)                      | Scheune (Ribbeckstraße 1) | Die auf der Ostseite des Wohngebäudes stehende Scheune ist ein eingeschossiger Ziegelbau mit Satteldach. | BW |
| 09156103 | (Lage)                      | Parkanlage Neuer Garten mit Marmorpalais und Schloss Cecilienhof sowie allen baulichen, gärtnerischen und technischen Anlagen, Einfriedungen und Toranlagen (Albrechtstor, Cecilienhoftor, Meiereitor), Werken der bildenden Kunst und der Gartenausstattung, den befestigten und unbefestigten Straßen und Wegen; außerdem Heiliger See sowie anderen Gewässern mit ihren historischen Uferlinien, dazugehörigen Brücken und Übergängen, darin:                                                                                             | Die 102,5 Hektar große, langgestreckte Parkanlage in der Nauener Vorstadt wird durch den Heiligen See, den Hasengraben, den Jungfernsee und die Straße Am Neuen Garten begrenzt. Auf dem Areal befanden sich bis Ende des 18. Jahrhunderts private Weinberge und Gärten. 1783 erwarb Friedrich Wilhelm II. eines dieser Grundstücke am Ufer des Heiligen Sees, dem zwischen 1787 und 1793 weitere Grundstücksankäufe folgten. Das schließlich rund 74 Hektar umfassende Gelände gestaltete der Wörlitzer Gärtner Johann August Eyserbeck im Stil eines sentimentalen Landschaftsparks mit kleinräumigen, relativ abgeschlossenen Gartenbereichen. Friedrich Wilhelm II., der dem Orden der Gold- und Rosenkreuzer angehörte, ließ darin Park- und Staffagebauten mit mystischen Bezügen errichten. Die bereits vorhandenen Wohnhäuser, nach ihrer Fassadenfarbe Weißes, Rotes, Grünes, Graues und Braunes Haus genannt, wurden mit einbezogen. Ab 1816 gestaltete Peter Joseph Lenné die kleinteilige Parkanlage im Stil eines englischen Landschaftsgartens um. Er änderte die Wegeführung, schuf große Wiesenräume und weite Sichtachsen in die Umgebung, übernahm aber auch einige Parkstrukturen der vorherigen Anlage. Weitere Grundstücksankäufe folgten. Zwischen 1913 und 1917 wurde im Norden des Parks Schloss Cecilienhof errichtet. Nach dem Zweiten Weltkrieg nutzte die Sowjetarmee den Neuen Garten als Kultur- und Freizeitpark. Durch den Einbau von Spielplätzen, einer Freilichtbühne, einer Radrennbahn und dem „Haus der Jungen Pioniere“ erfolgten massive Eingriffe in die Parkstruktur. Nach Übergabe der Liegenschaft 1953 an die Staatlichen Schlösser und Gärten Potsdam-Sanssouci wurden die Einbauten wieder entfernt. Lediglich das „Haus der Jungen Pioniere“ blieb erhalten (seit 1990 „Treffpunkt Freizeit“, Am Neuen Garten 64; 1994 aus dem Park herausgelöst). Im Zuge des Berliner Mauerbaus wurden ab 1963 im nördlichen Parkbereich, entlang des Jungfernsees, circa 13 Hektar für die Grenzbefestigung abgetrennt und völlig zerstört. Nach der Wiedervereinigung und der Beseitigung der Grenzanlagen erfolgten umfangreiche Restaurierungsarbeiten. | weitere Bilder |
| 09156909 | (Lage)                      | Marmorpalais mit Uferterrasse, Treppenanlagen, Tempelruine (Schlossküche) und Obelisk | 1787–1793 ließ Friedrich Wilhelm II. das Marmorpalais nach Plänen der Architekten Carl von Gontard und Carl Gotthard Langhans im Stil des Frühklassizismus errichten. | weitere Bilder |
| 09156862 | (Lage)                      | Gotische Bibliothek | Die Gotische Bibliothek an der Südspitze des Heiligen Sees entstand zwischen 1792 und 1794 nach dem Entwurf von Carl Gotthard Langhans. Das Gebäude diente Friedrich Wilhelm II. als Privatbibliothek und Aussichtsturm. Der mit gotischen Stilelementen gestaltete Gartenpavillon ist zweigeschossig. Den oktogonalen Kernbau umgibt im Erdgeschoss ein auf quadratischem Grundriss ruhender Arkadengang. Eine Wendeltreppe führt auf das Arkadendach mit umlaufender Aussichtsterrasse und in das Obergeschoss. Die spitzbogigen Fenstertüren und Arkadenöffnungen sind mit Maßwerk ornamental gestaltet. Der direkt am Ufer stehende Pavillon wurde Ende des Zweiten Weltkriegs schwer beschädigt und verfiel im Laufe der Jahrzehnte. Zwischen 1995 und 1997 erfolgten Sicherungsarbeiten am Fundament. Der ruinöse Pavillon wurde zuvor abgetragen und größtenteils mit den noch vorhandenen Originalsteinen bis 1998 wieder aufgebaut. | weitere Bilder |
| 09156863 | (Lage)                      | Orangerie | Südwestlich des Marmorpalais entstand nach dem Entwurf von Carl Gotthard Langhans zwischen 1791 und 1793 die Orangerie mit einem Fest- und Konzertsaal (Palmensaal) im Mittelteil. Als Vorbild diente das 1770 bis 1773 errichtete Hôtel de Mlle Guimard Marie Madeleine Guimard des Architekten Claude-Nicolas Ledoux, in der 9, rue de la Chaussée-d'Antin, Paris (zerstört). Das 24-achsige Gebäude ist eingeschossig mit Walmdach. Die bodentiefen rundbogigen Sprossenfenster reichen fast bis zur Dachtraufe. Die nach Westen und Osten an den Palmensaal grenzenden Pflanzenhallen des insgesamt rund 86 Meter langen Baus sind jeweils rund 25 Meter lang, 6 Meter breit und 6 Meter hoch. An die westliche Pflanzenhalle grenzt außerdem ein 9 Meter langer Raum, in dem kranke Pflanzen überwintern. Die halbkreisförmige, von einer Halbkuppel überwölbte Vorhalle auf der Ostseite ist ägyptisierend gestaltet. Zwei schwarze Nischenfiguren flankieren das Eingangsportal, für die Johann Gottfried Schadow die Darstellung Antinoos als Osiris aus der Hadriansvilla in Tivoli zum Vorbild nahm. Ein auf vier toskanischen Säulen ruhender Epistyl wird von einer weiblichen Sphinx mit Nemes-Kopftuch bekrönt. Die Figur schuf der Bildhauer Johann Christoph Wohler (1748–1799) nach dem Entwurf von Schadow. Das Gebäude wurde bis 1945 als Orangerie genutzt. Nach Beschlagnahme des Neuen Gartens durch die Sowjetarmee, ging ein Großteil des Pflanzenbestandes ein. 1953 Rückübertragung an die Staatlichen Schlösser und Gärten Potsdam-Sanssouci. Die Verwaltung richtete in der östlichen Pflanzenhalle Werkstätten und Büros der Abteilung Restaurierung ein und zog in der westlichen Pflanzenhalle ab 1966 einen gemischten Bestand von Kübelpflanzen auf. Seit 1994 werden beide Pflanzenhallen mit den technischen Vorrichtungen von 1792 wieder als Orangerie genutzt. | weitere Bilder |
| 09157043 | (Lage)                      | Portierhaus und Portale am Haupteingang (Im Neuen Garten 1a) | Das Portierhaus, mit je zwei flankierenden Torpavillons, entstand 1789/90 nach dem Entwurf von Carl von Gontard im holländischen Stil. Die Ausführung übernahm Andreas Ludwig Krüger. Die Toranlage bildet den Haupteingang von der Straße „Am Neuen Garten“ in den Park und gehört baustilistisch zu den Gebäuden des „Holländischen Etablissements“. Das aus unverputzten, roten Ziegeln errichtete Portierhaus ist eingeschossig, sechsachsig und mit Walmdach. Die hochrechteckigen Sprossenfenster haben in der unteren Hälfte hölzerne Fensterläden. Die ebenfalls aus roten, unverputzten Ziegeln errichteten Torpavillons sind jeweils einachsig. Mit Kupferblech gedeckte Hauben werden von Laternen bekrönt. Schmiedeeiserne Gitter mit Toreinfahrten verbinden je zwei Pavillonbauten miteinander. | weitere Bilder |
| 09156865 | (Lage)                      | „Holländisches Etablissement“ mit vier Wohnhäusern, Kavalierhaus „Damenhaus“, zwei Stallgebäuden, Remise und Reithalle sowie kronprinzlichem Boxenstall und Wagenhalle (Im Neuen Garten 1–4, 6, 7) | Die im holländischen Stil errichteten Wohn- und Wirtschaftsgebäude des „Holländischen Etablissements“ säumen die linke Seite der vom Haupteingang „Am Neuen Garten“ zum Marmorpalais führenden Allee. Sie stehen mit der Schaufassade nach Südosten zum Heiligen See gewandt. Die von Carl von Gontard entworfenen und von Andreas Ludwig Krüger 1789/90 ausgeführten roten Backsteinbauten waren für Hofbedienstete und Mitglieder des Hofstaats bestimmt. Die für Hofbedienstete errichteten Wohnhäuser (Im Neuen Garten 1–4) sind eingeschossig mit ausgebauten Dachgeschossen. Die giebelständigen Schauseiten sind dreiachsig, mit Treppen- oder Glockengiebeln und Satteldächern. Hochrechteckige Sprossenfenster haben in der unteren Hälfte hölzerne Fensterläden (außer Haus Nr. 1). Zu den von Gontard entworfenen Wirtschaftsbauten (Im Neuen Garten 6) gehören zwei langgestreckte Pferdeställe mit vierachsiger Front und getreppten Doppelgiebeln, die eine dreiachsige Remise mit Walmdach und Treppengiebel flankieren. Für Kronprinz Wilhelm, der das Marmorpalais von 1904 bis 1917 bewohnte, ließ das Potsdamer Hofbauamt zwischen 1906 und 1909 weitere Gebäude mit Giebeln im holländischen Stil errichten. Das Bauensemble wurde durch eine eingeschossige, an der Schauseite dreiachsige Reithalle mit Satteldach ergänzt. Daran grenzt im Nordwesten ein zweigeschossiger, dreiachsiger Boxenstall und nordwestlich der Remise, eingeschossige Wagenhallen mit Flach- und Satteldächern, die ein eingeschossiges Wohnhaus mit ausgebautem Dachgeschoss, Treppengiebel und Satteldach flankieren. Einige schlichte Anbauten kamen nach 1945 hinzu. Das eingeschossige Kavaliershaus (Im Neuen Garten 7), auch Damenhaus, steht traufständig zur Hauptallee. Das Wohnhaus ist neunachsig mit Satteldach. Glockengiebel schmücken die Mittelrisalite der Längsseiten und die Giebelseiten. Die hochrechteckigen Sprossenfenster im Erdgeschoss haben in der unteren Hälfte hölzerne Fensterläden. | weitere Bilder |
| 09156864 | (Lage)                      | Schloss Cecilienhof mit Gartenanlagen (Im Neuen Garten 11) | | weitere Bilder |
| 09156903 | (Lage)                      | Weißes Haus (Im Neuen Garten 5) | Das im südlichen Gartenbereich stehende Weiße Haus war ursprünglich ein Winzerhaus. Der im 18. Jahrhundert errichtete massive Putzbau ist ein- und zweigeschossig. Die Satteldächer sind mit Biberschwanz gedeckt. Die Fenster des schlicht gehaltenen Wohnhauses verfügen über hölzerne Fensterläden. | Weißes Haus (Im Neuen Garten 5) |
| 09156904 | (Lage)                      | Rotes Haus (Im Neuen Garten 13) | Das am Ufer des Heiligen Sees stehende Rote Haus wurde im 18. Jahrhundert als Winzerhaus errichtet. Der verputzte Fachwerkbau ist eingeschossig mit Satteldach und Biberschwanzdeckung. In der Mittelachse ragt eine Schleppgaube aus dem Dach heraus. Das Dachgeschoss wurde für Wohnzwecke teilweise ausgebaut. An den Fensteröffnungen des siebenachsigen Hauses sind hölzerne Rollläden angebracht. Ein Anbau auf der Nordseite diente ehemals als Lager und Latrine. | Rotes Haus (Im Neuen Garten 13) |
| 09156905 | (Lage)                      | Grünes Haus mit Wirtschaftsgebäude (Im Neuen Garten 12) | Das im Norden des Neuen Gartens stehende Grüne Haus ist das Größte der sogenannten „bunten Häuser“. In dem Wohnhaus lebte und arbeitete der Zierratenbildhauer Johann Melchior Kambly, der das langgestreckte Gebäude 1756 in märkischer Landbauweise errichten ließ. Der vierzehnachsige, verputzte Ziegelbau ist zweigeschossig mit Krüppelwalmdach und Biberschwanzdeckung. Das rundbogige Eingangstor mit Schlupftür liegt in der Mittelachse, ebenso je ein Zwerchhaus beiderseits des Daches. Auf der Nordseite steht ein Wirtschaftsgebäude. Friedrich Wilhelm II. erwarb 1787 das Haus mit Grundstück, ließ es unverändert in die Gestaltung des Neuen Gartens einfügen und nutzte das Gebäude zur Unterbringung von Gästen. 1816 bezog Peter Joseph Lenné im Grünen Haus seine erste Potsdamer Dienstwohnung. Ein geplanter Umbau im italienischen Stil unter Friedrich Wilhelm IV., für den 1842 Ludwig Persius und 1845 Ludwig Ferdinand Hesse Entwürfe anfertigten, wurde nicht ausgeführt. | weitere Bilder |
| 09156906 | (Lage)                      | Graues Haus (Im Neuen Garten 15) | Von dem um 1825 errichteten Wohnhaus für den Putenmeister, der im Erdgeschoss und auf dem angrenzenden Freigelände Puten züchtete, ist nur noch wenig erhalten. Übrig geblieben ist ein vierachsiges, eingeschossiges Gebäude mit Flachdach, das mit dem umgebenden Grundstück zur Lagerung von Baumaterialien genutzt wird. | Graues Haus (Im Neuen Garten 15) |
| 09156907 | (Lage)                      | Schindelhaus (Im Neuen Garten 14) | Das um 1790 für den Adjutanten zur Wohnnutzung erbaute Schindelhaus entwarf Andreas Ludwig Krüger. Als Vorbild diente das Garde- und Aufseherhaus im Steinfurter Bagno, das Georges Louis Le Rouge in seinen Heften zur Gartenkunst veröffentlicht hatte. Das siebenachsige Wohnhaus ist eingeschossig mit hohem Schieferdach, das ursprünglich mit Schindeln gedeckt war. Die zwei helmartigen Dachkonstruktionen mit kreisrunden Gauben werden durch eine im leichten Bogen herabgezogene Firstlinie verbunden, aus deren Mitte ein Schornstein herausragt. Die geschwungene Form des Daches wurde der ostasiatischen Baukunst entlehnt. Die Eingangstür, die Fensteröffnungen und die Wandflächen werden durch rustizierte Rahmungen betont. | Schindelhaus (Im Neuen Garten 14) |
| 09156908 | (Lage)                      | Braunes Haus (Im Neuen Garten 1b) | Das südöstlich vom Haupteingang stehende Braune Haus ist ein im 18. Jahrhundert errichtetes Gartenhaus. Der siebenachsige Putzbau ist eingeschossig mit ausgebautem Dachgeschoss und Krüppelwalmdach. | Braunes Haus (Im Neuen Garten 1b) |
| 09156901 | (Lage)                      | Hofgärtnerei mit Hofgärtnerwohnhaus (Nr. 8) und Remise mit Kutscherwohnung, Gehilfenwohnhaus und Stall (Nr. 9), Gewächshäusern (Haus 1–4), Heizhaus (Im Neuen Garten 8, 9) | | Hofgärtnerei mit Hofgärtnerwohnhaus (Nr. 8) und Remise mit Kutscherwohnung, Gehilfenwohnhaus und Stall (Nr. 9), Gewächshäusern (Haus 1–4), Heizhaus (Im Neuen Garten 8, 9) |
| 09156866 | (Lage)                      | Eiskeller Pyramide | Friedrich Wilhelm II. ließ 1791/92 nördlich des Marmorpalais einen Eiskeller in Form einer Pyramide bauen. Als Vorbild diente den Baumeistern Carl Gotthard Langhans und Andreas Ludwig Krüger der Staffagebau im Park Désert de Retz, den der Architekt Georges Louis Le Rouge 1785 in seinen Heften zur Gartenkunst publiziert hatte. Die Pyramide im Neuen Garten erhebt sich auf einem hohen quadratischen Sockel, von dem eine Tür in den fünf Meter tiefen, 2 m2 großen Keller führt. Im Winter wurden Eisblöcke aus dem Heiligen See geholt und dort zur Kühlung der Lebensmittel eingelagert. Die Schrägseiten der Pyramide schmückten drei konisch zulaufende Zeilen mit Hieroglyphen. Bei Umbauarbeiten 1833 wurden die wenigen erhaltenen Schriftzeichen entfernt und in den Sockel eingefügt. | weitere Bilder |
| 09156899 | (Lage)                      | Grotte | | weitere Bilder |
| 09156867 | (Lage)                      | Meierei und Pumpwerk (Im Neuen Garten 10) | | weitere Bilder |
|          | (Lage)                      | Schlosspolierhaus und Nebengebäude und Einfriedung (Behlertstraße 4a) | | Schlosspolierhaus und Nebengebäude und Einfriedung (Behlertstraße 4a) |
| 09156954 | (Lage)                      | Parkanlage Pfingstberg mit allen baulichen und gärtnerischen Anlagen, den befestigten und unbefestigten Straßen und Wegen, darin: | | BW |
|          | (Lage)                      | Teil der Parkanlage der Villa Henckel | | BW |
|          | (Lage)                      | Belvedere mit Wasserbecken | | weitere Bilder |
|          | (Lage)                      | Pomonatempel | | weitere Bilder |
|          | (Lage)                      | Winzerhaus (Antentempel, Große Weinmeisterstraße) | | BW |
|          | (Lage)                      | Villa Quandt | Das ehemalige Privatwohnhaus, entstanden um das Jahr 1800 durch einen unbekannten Architekten, ist nach der Kriegsrätin Ulrike Augusta von Quandt benannt. Von 1833 bis 1835 befand sich die Villa in deren Eigentum. Friedrich Wilhelm IV. erwarb das Anwesen 1841, das in den 1860er Jahren in die landschaftliche Gestaltung des Pfingstbergs durch Peter Joseph Lenné mit einbezogen wurde. Von 1914 bis 1945 bewohnte es Oskar von Preußen mit seiner Familie, der das Gebäude um zwei seitliche Anbauten erweitern ließ. Von Mai 1945 bis 1993 nutzte der sowjetische Geheimdienst KGB die Villa, die anschließend in den Besitz der SPSG überging. Nach Abschluss umfangreicher Sanierungsarbeiten beherbergt die Villa Quandt seit 2007 das Theodor-Fontane-Archiv und das Brandenburgische Literaturbüro (Stand 2013). | weitere Bilder |
|          | (Lage)                      | Mirbachwäldchen (SPSG) | Das ungefähr 2,4 Hektar große Mirbachwäldchen ist ein 1862 von Peter Joseph Lenné parkartig gestaltetes Verbindungsstück zwischen dem Pfingstberg und dem Neuen Garten. Das schmale Rechteck wird im Westen von der Großen Weinmeisterstraße begrenzt, im Süden von der Leistikowstraße, im Osten von der Straße Am Neuen Garten und im Norden von einem Wohnblock sowie der in den 1930er-Jahren errichteten sogenannten Estorff-Siedlung. Das Mirbachwäldchen wurde nach dem Oberhofmeister der Kaiserin Auguste Viktoria, Ernst Freiherr von Mirbach, benannt, der eine Villa in der damaligen Albrechtstraße, seit 1950 Am Neuen Garten 25, bewohnte. Nach dem Zweiten Weltkrieg beschlagnahmte der sowjetische Geheimdienst MGB, später KGB, das Areal beidseitig der Große Weinmeisterstraße bis zur Straße Am Neuen Garten („Militärstädtchen Nr. 7“, auch „Russenstädtchen“). Im Mirbachwäldchen wurden die Bäume und Sträucher gerodet, Boden verschoben und ein Sport- und Festplatz angelegt. Nach Rückgabe des Areals 1994 ließ die SPSG etwa 600 Quadratmeter befestigte Sporteinrichtungen sowie eine Straße von etwa 870 Quadratmeter aus dem Mirbachwäldchen entfernen und die für die Öffentlichkeit zugängliche Grünfläche mit der Lenné'schen Wegeführung ab 1996 rekonstruieren. | Mirbachwäldchen (SPSG) |
| 09156104 | (Lage)                      | Schloss und Parkanlage Babelsberg mit allen baulichen, gärtnerischen und technischen Anlagen und Einfriedungen; mit den Werken der bildenden Kunst und der Gartenausstattung, den befestigten Wegen mit ihrer historischen Pflasterung und den unbefestigten Wegen; mit den durch Bänke und Sichten hervorgehobenen Aussichtspunkten; mit Wasserläufen und Seen (Kindermannsee, Großer See, schwarzes Meer) mit ihren historischen Uferlinien, den zugehörigen Brücken und Übergängen sowie den landschaftlich gestalteten Uferzonen, darin: | Schloss und Parkanlage Babelsberg | weitere Bilder |
| 09156881 | (Lage)                      | Schloss Babelsberg mit umlaufenden Terrassenanlagen und Michaelsdenkmal (Park Babelsberg 10) | | weitere Bilder |
| 09156883 | (Lage)                      | Schlossküche (Park Babelsberg 11) | | weitere Bilder |
| 09156897 | (Lage)                      | Maschinenhaus (Park Babelsberg 12) | | weitere Bilder |
| 09156886 | (Lage)                      | Marstall mit Wirtschaftshof (Park Babelsberg 8) | | BW |
| 09156887 | Park Babelsberg 9 (Lage)    | Kleines Schloss/Damenhaus (Park Babelsberg 9) | | weitere Bilder |
| 09156889 | (Lage)                      | Matrosenhaus (Park Babelsberg 7) | | weitere Bilder |
| 09156885 | (Lage)                      | Flatowturm (Park Babelsberg 10) | | weitere Bilder |
| 09156893 | (Lage)                      | Gärtnerei mit Einfriedung, darin Hofgärtnerhaus, Scheune, Stall und Gewächshäuser, Lepèresche Quartiere sowie Gärtnergehilfenhaus mit Wirtschaftsgebäuden (Park Babelsberg 4, 5) | | weitere Bilder |
| 09156892 | (Lage)                      | Kutscherhaus mit Nebengebäude (Park Babelsberg 3) | | Kutscherhaus mit Nebengebäude (Park Babelsberg 3) |
| 09156890 | (Lage)                      | Havelhaus mit Stallgebäude (Park Babelsberg 1) | | weitere Bilder |
| 09156882 | (Lage)                      | Siegessäule | | weitere Bilder |
| 09156884 | (Lage)                      | Gerichtslaube | | weitere Bilder |
| 09156894 | (Lage)                      | Pförtnerhaus I „Kastellanshaus“ mit Stallgebäude und Wachhäuschen (Park Babelsberg 13) | | weitere Bilder |
| 09156895 | (Lage)                      | Pförtnerhaus II (Nowawes) mit Toranlage (Park Babelsberg 6) | | Pförtnerhaus II (Nowawes) mit Toranlage (Park Babelsberg 6) |
|          | (Lage)                      | Mühlentor mit den Grundmauern von Pförtnerhaus III | | Mühlentor mit den Grundmauern von Pförtnerhaus III |
| 09155805 | (Lage)                      | Hofmarschallhaus mit zugehöriger Gartenanlage (SPSG) | Das von der SPSG genutzte ehemalige Hofmarschallhaus entstand um 1820 nach dem Entwurf eines unbekannten Baumeisters und beherbergte im 19. Jahrhundert das Hofmarschallamt. Der Baustil steht in der Tradition der vom Klassizismus geprägten Landbaukunst des Architekten David Gilly. | weitere Bilder |
| 0915709  | (Lage)                      | Königliches Zivilkabinettshaus (SPSG) | König Friedrich Wilhelm IV. erwarb 1840 das 1823 im klassizistischen Stil errichtete Wohnhaus des Oberbaurats und Gartendirektors Johann Gottlob Schulze und ließ es 1842/43 von Ludwig Persius als Zivilkabinett mit einer Wohnung für den Geheimen Kabinettsrat Carl Christian Müller (1773–1849) umbauen. Zudem wurde die Rückseite im Norden durch einen Belvedereturm mit Loggia optisch aufgewertet. 1900/01 kamen auf der östlichen Giebelseite und auf der Nordseite weitere Anbauten hinzu. Das „Königliche Zivilkabinettshaus“, auch als „Großes Kabinettshaus“ bekannt, stand ab 1918 unter der Verwaltung der „Staatlichen Schlösser und Gärten Potsdam-Sanssouci“, wurde ab 1979 vom Kreisgericht Potsdam-Land und nach der Wende vom Verfassungsgericht des Landes Brandenburg (bis 2006) und dem Verwaltungsgericht Potsdam (bis Anfang 2009) genutzt. 2011 zog die SPSG in das Gebäude. | weitere Bilder |
| 09155127 | (Lage)                      | Marstall (darin Filmmuseum) (SPSG) | Marstall (darin Filmmuseum) (SPSG) | weitere Bilder |
| 09155001 | (Lage)                      | Dampfmaschinenhaus „Moschee“ (SPSG) | | weitere Bilder |
| 09155758 | (Lage)                      | Gartenanlage mit Villa (Hofgärtner- oder Thiemannhaus) des Gärtners J. L. Heydert sowie Wirtschaftsgebäude (Gartenhaus), Pavillon sowie Teile der Einfriedung (SPSG) | Gartenanlage mit Villa (Hofgärtner- oder Thiemannhaus) des Gärtners J. L. Heydert sowie Wirtschaftsgebäude (Gartenhaus), Pavillon sowie Teile der Einfriedung (SPSG) | weitere Bilder |
| 09156058 | (Lage)                      | Jagdschloss Stern (Nr. 32) mit Hauptmannshaus (einstiger Pferdestall Nr. 33) und Kastellanhaus mit Wirtschaftsgebäuden (Nr. 31) mit jeweils zugehörigen Gartenanlagen (SPSG) | | weitere Bilder |
| 09156173 | (Lage)                      | Schloss und Park Lindstedt mit allen baulichen und gärtnerischen Anlagen, befestigten und unbefestigten historischen Wegen, Einfriedungen, Werken der bildenden Kunst und der Gartenausstattung | | weitere Bilder |
| 09155142 | (Lage)                      | Kopfbau Langer Stall (SPSG) | | weitere Bilder |
| 09156099 | Kampnitzer Straße 33 (Lage) | Schloss und Parkanlage „Park Sacrow“ mit allen baulichen und gärtnerischen Anlagen, Einfriedungen; mit den Werken der bildenden Kunst und der Gartenausstattung, den befestigten und unbefestigten Wegen, mit Wasserläufen und Seen, den zugehörigen Brücken und Übergängen sowie den landschaftlich gestalteten Uferzonen, darin: | | Schloss und Parkanlage „Park Sacrow“ mit allen baulichen und gärtnerischen Anlagen, Einfriedungen; mit den Werken der bildenden Kunst und der Gartenausstattung, den befestigten und unbefestigten Wegen, mit Wasserläufen und Seen, den zugehörigen Brücken und Übergängen sowie den landschaftlich gestalteten Uferzonen, darin:                                      |
|          | (Lage)                      | Schloss Sacrow | | weitere Bilder |
|          | (Lage)                      | Adjutantenhaus | | BW |
|          | (Lage)                      | Wohn- und Wirtschaftsgebäude | | BW |
|          | (Lage)                      | Transformatorenhäuschen | | BW |
|          | (Lage)                      | Exedra „Römische Bank“ | | Exedra „Römische Bank“ |